# 波波湖

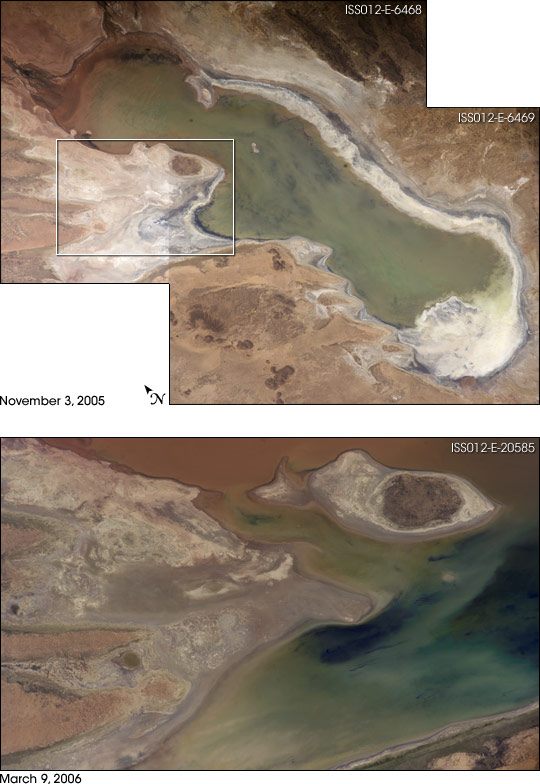

波波湖（西班牙語：Lago Poopó，西班牙語發音：[ˈlaɣo po.oˈpo]）是南美洲的鹹水湖，位於玻利維亞西南部阿爾蒂普拉諾高原，為玻利维亚第二大湖，仅次于的的喀喀湖，是一个高原湖泊，湖面海拔3690米，长90公里，宽32公里，面积2800平方公里，92%湖水經德薩瓜德羅河流入。由於沒有河流發源自波波湖，加上平均深度少於3米，因此波波湖的面積變化很大。
2002年，根據拉姆薩公約，波波湖被指定為保護區。
在2015年12月之前，湖泊已經完全乾涸，只剩下少數沼澤地區。
2016年，歐洲太空總署證實波波湖的湖水已經被完全蒸發。

## 外部連結
- Master thesis about heavy metals in the rivers of the Poopó basin[永久]
- Master thesis about heavy metals in Lake Poopo
- Satellite images and information from NASA about Lake Poopó （页面存档备份，存于）
- Lake Titicaca, Lake Poopo, and Salar de Uyuni, Bolivia
- Bolivia Drainage （页面存档备份，存于）